# سابینا سلیمویچ و سمرا کسینویچ
سابینا سلیمویچ (Sabina Selimovic زاده ح. ۱۶ فوریه ۱۹۹۹ - درگذشته ۲۰۱۴؟) و سمرا کسینویچ (Samra Kesinovic زاده ح ۲۵ سپتامبر ۱۹۹۷ - درگذشته ۲۰۱۵؟) دو نوجوان اتریشی بودند که در آوریل ۲۰۱۴ به قلمروهای تحت کنترل داعش سفر کردند.

## زندگی‌نامه
سلیمویچ و کسینویچ در اتریش از خانواده‌ای بوسنیایی متولد شدند که از جنگ بوسنی در دهه ۱۹۹۰ گریخته بودند. این دو، که مقیم وین بودند، با خواندن نوشته‌های اینترنتی در مورد جهاد، در زمان حضورشان یک مسجد در وین، بنیادگرا شدند. این زوج در آوریل ۲۰۱۴ منازلشان در وین را به مقصد سوریه ترک کردند تا از طریق مرز زمینی ترکیه به داعش بپیوندند. این زوج نامه‌ای را برای والدینشان گذاشتند که در آن ذکر شده بود: 
«به جستجوی ما نباشید، ما به الله خدمت خواهیم کرد و برای او خواهیم مرد».
 بعداً این دو تصویری از خود منتشر کردند که در آن، روبند اسلامی پوشیده و سلاح‌های جنگی در دست داشتند. یک دوست مشترک این دو، به رسانه‌ها گفت که این زوج، با جهادگران چچنی ازدواج کرده‌اند و از زندانی شدن در اتریش در صورت برگشت، واهمه دارند. در دسامبر ۲۰۱۵ یک زن تونسی که از داعش گریخته بود به نشریه سان گفت که او و کسینویچ در خانه‌ای در سوریه برای بهره‌گیری جنسی توسط جهادگران نگهداری می‌شدند. از آنان برای خدمت جنسی به نیروهای تازه داعشی استفاده می‌شده‌است.
گفته شده‌است که این دو، در اکتبر ۲۰۱۴ قصد بازگشت به اتریش را داشته‌اند؛ اگر چه در سپتامبر گزارش شده بود که در حال جنگیدن برای داعش کشته شده‌اند. در اواخر ۲۰۱۵، گزارش شد که کسینویچ در هنگام تلاش برای گریختن از بردگی جنسی، در رقه، توسط ضربات چکش به قتل رسیده‌است.